# Koh Ker

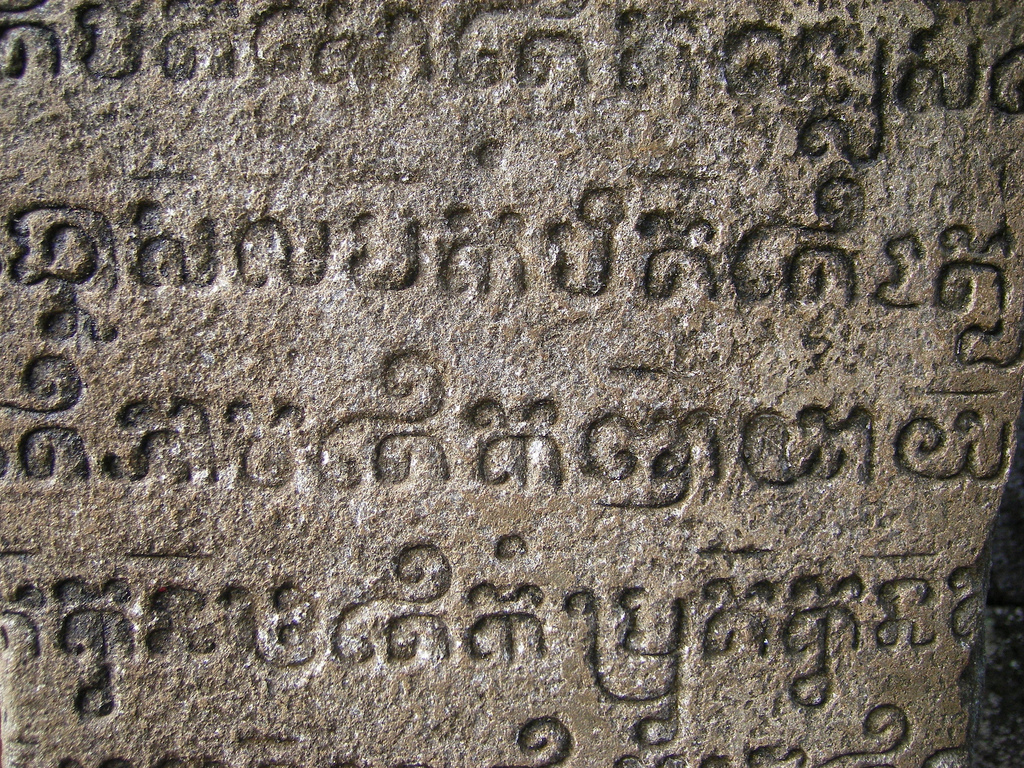
Antiga inscripció en les ruïnes de Koh Ker

Koh Ker (en llengua khmer: ប្រាសាទកោះកេរ្ដិ៍ ) és un jaciment arqueològic al nord de Cambodja, a uns 120 km de Siem Reap i de l'antic Angkor. És una regió selvàtica escassament poblada. S'han trobat més de 180 santuaris en una àrea protegida de 81 km². La majoria dels santuaris estan amagats al bosc i la zona encara amaga mines de la darrera guerra.
Koh Ker és el nom modern d'una important ciutat de l'Imperi Khmer. En les inscripcions, la ciutat s'esmenta com a Lingapura ('ciutat dels lingams') o Chok Gargyar ('ciutat d'hematita' o 'bosc d'arbres de ferro'). 
Sota el regnat dels reis Jayavarman IV i Harshavarman II, Koh Ker fou breument la capital de tot l'imperi (928 – 944). Jayavarman IV dugué endavant un ambiciós programa de construcció. Sota el seu govern es feu un enorme dipòsit d'aigua i uns quaranta temples. El temple més important, un santuari doble (Prasat Thom/Prang), segueix un pla lineal i no una línia concèntrica com la majoria de temples dels reis khmers. També s'edificà una piràmide de 36 metres d'alçada amb set nivells, que devia servir de temple estatal  de Jayavarman IV. I hi ha santuaris amb dos lingams de 2 metres d'alt.
Amb Jayavarman IV es va desenvolupar l'estil de Koh Ker i l'escultura n'arribà al cim. Se'n va fer una gran varietat d'estàtues.
A causa de la seua llunyania, Koh Ker fou saquejat moltes vegades. Les escultures de Koh Ker es poden trobar no sols en diferents museus, sinó també en col·leccions privades i a vegades s'ofereixen en subhastes. Aquestes peces, a hores d'ara, es consideren art robat.
El jaciment és a dues hores i mitja de Siem Reap.
Des del 1992, Koh Ker és en la llista provisional del Patrimoni mundial de la UNESCO.

## Geografia
Koh Ker és entre els vessants del sud de les muntanyes Dângrêk, les Phnom Kulen al sud-oest, i la muntanya Tbeng (Phnom Tbeng, a prop de Tbeng Meanchey) a l'est. La major part del terreny muntanyenc està cobert per la selva, però la majoria dels arbres són de fulla caduca a l'hivern. La ciutat de Koh Ker era en la ruta estratègica més important de l'Imperi Khmer. Anant de Angkor i Beng Mealea a Koh Ker, aquest camí conduïa a Preah Vihear i d'allí a Phimai, a Tailàndia, i a Vat Phou a Laos.  La regió de Koh Ker és relativament seca. S'hi construïren molts dipòsits d'aigua i canals en els segles IX i X per a garantir el subministrament d'aigua. Actualment l'aigua es bomba des d'una profunditat de 30 m.

## Història

### Jayavarman IV
Jayavarman IV governà Koh Ker del 928 al 941. Degué ser rei d'aquest lloc remot, possiblement la seua terra natal, abans de convertir-se en rei de tot l'imperi. Això podria explicar per què tenia la residència a Koh Ker i no a Roluos (Hariharalaya) o a Yasodharapura (Angkor), com els reis anteriors. Alguns historiadors opinen que Jayavarman IV fou un usurpador; però, la majoria creu que era un governant legítim que pujà al tron perquè es casà amb una germanastra del rei Yasovarman I (889 - 900). El que és cert és que els dos fills de Yasovarman I (Harshavarman I, que governà del 900 al 922, i Isanavarman II, que ho feu del 922 al 925?) no van tenir pas fills. En el curt temps que Jayavarman IV regnà a Koh Ker, feu un ambiciós programa de construcció. Això només fou possible perquè augmentà els impostos, com es llig en les inscripcions del jaciment. S'hi construïren uns 40 temples, la piràmide única de set nivells i un enorme baray (dipòsit d'aigua). Amb Jayavarman IV, es va desenvolupar l'estil Koh Ker i l'art de l'escultura arribà al seu apogeu.

### Harshavarman II
Després de la mort de Jayavarman IV, el príncep designat no ocupà pas el càrrec. Harshavarman II (un altre fill de Jayavarman IV) reclamà el tron. Igual que son pare, governà a Koh Ker (941 - 944) però va morir després de tres anys, i potser no per causes naturals. Cap dels temples de Koh Ker se li pot atribuir. El següent en el tron, un cosí seu, retornà la seu del poder a Roluos (Hariharalaya).

### Koh Ker després del 944
Fins i tot després de 944 es van construir més temples a Koh Ker, tot i que la capital de l'Imperi Khmer havia tornat a les planes al nord del llac Tonlé Sap. Una inscripció esmenta el regnat d'Udayadityavarman I en el 1001.  El darrer santuari es va aixecar a la primeria del segle xiii. Amb Jayavarman VII, es va construir el Prasat Andong Kuk, una capella hospital, un dels més de 100 santuaris hospitals edificats durant aquest regnat.

## Història de la recerca

### seglexix
En la segona meitat del segle xix, uns aventurers francesos van recórrer els boscos al voltant de Koh Ker mentre caçaven. De tornada a l'estat francés, van portar notícies dels edificis que hi havia. Els investigadors francesos Lunet de Lajonquière i Étienn Aymonier van arribar a Koh Ker. Van veure el conjunt principal del temple Prasat Thom/Prang, el baray i un grup de santuaris lingam. També descobriren unes subseccions d'una carretera amb una amplitud de més de 8 m. Van suposar que una carretera connectava Koh Ker amb Vat Phou (hui al sud de Laos). Al voltant del 1880, uns francesos van arribar a Koh Ker i van saquejar moltes estàtues i relleus. Aquestes peces són encara al Museu Guimet de París.

### seglexx
A principis del segle xx, els historiadors d'art es van adonar que a Koh Ker s'havia desenvolupat un estil propi. Georges Coedès va concloure a partir d'unes inscripcions que Koh Ker era la capital de l'Imperi Khmer del 928 al 944, en el regnat de Jayavarman IV i el seu descendent Harshavarman II. En la dècada dels 1930, tornaren investigadors francesos a Koh Ker. Van descobrir molts monuments i comptaren cinquanta santuaris en una àrea de 35 km². Henry Parmentier en feu dibuixos. Després d'una interrupció a causa del govern dels Khmers rojos, la recerca a Koh Ker va continuar per científics d'APSARA, francesos, japonesos i australians.

### seglexxi
A començament del segle xxi, la recerca científica va concloure que no tots els monuments es construïren en el curt temps en què Koh Ker fou la capital de l'Imperi Khmer al 928 - 944. Va començar una nova era a Koh Ker a mesura que s'analitzaven les fotografies fetes per satèl·lits. El 2004 l'àrea protegida s'amplià a 81 km². Durant cinc anys, els investigadors japonesos van explorar i descriure 184 monuments, amb la documentació de les ubicacions exactes. L'investigador australià Damian Evans i el seu equip verificaren la teoria de Lajonquière, que una vegada va haver-hi una ruta khmer entre Koh Ker i Vat Phou, probablement la ruta estratègica més important de l'Imperi Khmer.
Les excavacions del desembre del 2015 per equips cambodjans i internacionals a prop de Prasat Thom i Rahal, a l'antic nucli urbà de Koh Ker, han donat dates de radiocarboni que situen allí habitatges i activitats importants a partir dels segles VII-VIII, el Període Chenlan per als historiadors. Alguns tipus de ceràmica poden ser datats en el període anterior de Funan. Es van recuperar més de 24.000 objectes de tres llocs de prova, en la majoria fragments de ceràmica de tipus autòcton i exòtic, que representa més de 1.000 anys d'ús del lloc. Els tipus de ceràmica exòtica inclouen gres xinés i vaixella vidriada dels períodes Song i Iuan. Altres ceràmiques exòtiques inclouen gres tailandés i vietnamita que solen datar dels darrers períodes d'Angkor i post-Angkor. També s'ha assenyalat la possible ceràmica persa del segle ix. Per això, Koh Ker s'ha vinculat a relacions de llarga distància durant períodes considerables. Tot i que l'àrea podria haver estat reutilitzada significativament durant l'apogeu de la construcció de Jayavarman IV en el segle X, l'ús de la ciutat i l'activitat continuaren molt més allà del segle x. La intensitat de les activitats i la densitat de l'ocupació poden haver oscil·lat per factors polítics i socioeconòmics. Les variables de gestió de recursos naturals i humans, així com els fenòmens ambientals, també poden haver-ne tingut repercussió en els canvis en la popularitat, la població i la productivitat. El projecte arqueològic forma part de l'Escola de Camp Nalanda - Srivijaya, dirigida per Kyle Latinis i Ea Darith (Autoritat Nacional APSARA) amb el suport de l'Autoritat Nacional per a Preah Vihear.

## Religió
Abans que Koh Ker es convertís en capital de l'Imperi Khmer (928), ja hi havia nombrosos santuaris amb Xiva-lingam. Koh Ker era un lloc de culte on Xiva s'havia adorat durant molt de temps. També Jayavarman IV adorava aquest déu hindú. Quan els reis posteriors (la residència dels quals no era a Koh Ker) van canviar de l'hinduisme al budisme, donaren ordres de fer els ajustos necessaris en els temples. A causa de la llunyania, els santuaris de Koh Ker se salvaren d'aquestes intervencions.

## Inscripcions
S'han trobat inscripcions que esmenten Koh Ker com a capital de l'imperi a Siem Reap, Battambang, Takeo i Kampong Cham. Per les inscripcions descobertes a Koh Ker, es calcula que més de deu mil persones hi vivien quan era la capital (928 - 944). Les inscripcions expliquen com s'organitzava la mà d'obra: hi havia impostos en forma d'arròs en tot el país que servien per a proveir els treballadors que venien d'altres províncies. Una inscripció a Prasat Damrei diu que el santuari de la part superior del temple estatal (Prang) alberga un lingam d'uns 4,5 m i que l'erecció d'aquest símbol de Xiva "va donar molts problemes". Una inscripció en sànscrit a Prasat Thom evidencia la consagració d'un Xiva-lingam del 921, que s'adorava amb el nom de Tribhuvaneshvara ('Senyor del Món Triple').

## Estil de Koh Ker
No es va trobar cap de les belles escultures de l'indret. Moltes en foren robades i ara estan en museus i col·leccions privades. Algunes estàtues, les van guardar algunes organitzacions governamentals per a protegir-les dels saquejadors. Moltes obres mestres de Koh Ker són al Museu Nacional a Phnom Penh.
A la fi del 2011, Koh Ker va atraure l'atenció dels mitjans de comunicació de tot el món quan Sotheby's va intentar vendre una estàtua d'un mític guerrer de l'Imperi Khmer. Al març del 2012, els governs d'Estats Units i de Cambodja presentaren documents judicials per a confiscar l'estàtua que suposadament s'havia retirat il·legalment de Koh Ker. Una estàtua bessona, també de l'antiga ciutat, s'exhibeix al Museu Norton Simon de Pasadena, Califòrnia.

## Ciutat antiga de Koh Ker
El centre de l'antiga ciutat era a la part nord-est del baray (dipòsit d'aigua). Les inscripcions expliquen que uns deu mil habitants hi vivien durant el govern de Jayavarman IV. Alguns investigadors anteriors creien la ciutat estava emmurallada per un 1,2 km de paret. Una nova recerca indica, però, que les estructures lineals trobades en aquesta part de Koh Ker eren dics d'antics canals. Quant als edificis de fusta de l'època khmer, no s'hi ha trobat cap objecte.
S'usaren en la construcció de Koh Ker laterita, gres i rajola de la regió. La rajola era petita, regular i molt sòlida. Es va utilitzar una capa prima de morter orgànic de fórmula desconeguda, potser alguna saba vegetal. Després de més d'un mil·lenni, els santuaris de rajola de Koh Ker estan en millors condicions que els de laterita. Els sostres d'alguns temples eren de fusta i coberts amb teules. El santuari principal (el Temple Prasat Thom/Prang) no era al centre de la ciutat antiga.

## Dipòsit d'aigua
L'enorme baray (dipòsit d'aigua) anomenat Rahal és la construcció més gran de les ruïnes de l'antiga capital Koh Ker. Té una longitud d'uns 1.200 m i una amplària d'uns 560 m. El dipòsit té tres preses. L'orientació del Rahal no és d'est a oest com les enormes reserves d'aigua d'Angkor; segueix una orientació nord 15° oest. El Rahal va ser tallat en part en el sòl de pedra. Actualment la major part del baray està sec i cobert d'herba. Es poden veure alguns tolls al costat del doble santuari.

### Bany
A 200 m al sud del doble Temple Prasat Thom/Prang hi ha un buit excavat a la terra d'uns 40 m. Té graons de laterita per tots costats. Durant la temporada de pluges l'aigua arribava a una profunditat de 7 m. Aquest bany no pertany a un temple, però podria haver estat un bany reial, perquè a prop se'n trobava el palau de fusta del rei.

## Temples i santuaris

### Doble santuari Prasat Thom/Prang

#### Plànol lineal
El conjunt del monument principal de Koh Ker té un plànol lineal i uns 800 m de llarg. L'orientació n'és E15° N, que és paral·lela a la del baray. L'àrea de pas talla el conjunt en dues parts. Al costat est del passeig hi ha dos palaus. A la part oest hi ha la resta de monuments. D'est a oest hi ha un immens pavelló d'entrada, dues torres, una torre d'entrada de rajola vermella (Prasat Krahom), una paret circumdant amb dos patis (al pati oriental hi ha el temple Prasat Thom amb un fossat; a la part occidental s'alça la piràmide de set nivells, anomenada Prang). Darrere del recinte hi ha un pujol artificial, l'anomenada Tomba de l'Elefant Blanc. Tret del Prasat Krahom i la Prang (piràmide), aquest conjunt de temples està en mal estat.

#### Palaus
A l'est de la zona del passeig hi ha dos palaus. Cadascú consta de quatre edificis rectangulars que envolten un pati. Els vuit edificis tenen tres cambres, i algunes tenen un pati amb columnes. Possiblement aquests palaus foren sales de meditació o oració per al rei i els nobles.

#### Pavelló d'entrada i torres de laterita
Entre els palaus i el monument més proper, hi ha una distància de 185 m. A l'esquerra de la zona de pas hi ha el pavelló d'entrada de gres. Es troba a 45 m del temple doble i té una planta cruciforme. El costat més llarg té 60 m i el més curt 30 m. En paral·lel al costat transversal hi ha dues cambres. Darrere del pavelló d'entrada hi ha les ruïnes de dues enormes torres de laterita.

#### Prasat Krahom
Darrere de les ruïnes del pavelló d'entrada i de les torres de laterita hi ha una torre de rajola roja, anomenada Prasat Krahom (krahom = 'roig'), que fa d'entrada als monuments tancats. Té planta cruciforme, està en bones condicions i va albergar una estàtua de Diva Shancing amb cinc caps i deu braços, que tenia una alçada de 3,50 m: ara està completament derruïda. Un fragment d'una mà de 0,5 m es mostra al Museu Nacional a Phnom Penh.

#### Recinte exterior
El recinte exterior té 328 m de llarg i 151 m d'amplada. Un mur divideix l'àrea interna en dues. Al pati oriental hi ha un fossat i el Temple Prasat Thom; al pati occidental hi ha la piràmide Prang. El pati oriental, amb una longitud de 153 m, és quasi quadrat, i el pati occidental té una longitud de 171 m.

#### Fossat
El fossat del pati oriental és d'uns 47 m d'amplària. Limita amb el Prasat Thom. Dins el fossat hi ha dues rescloses, una a l'est i l'altra a l'oest. Les preses estan flanquejades per balustrades Naga. A l'oriental entre les Naga hi havia una columnata. Darrere de cada Naga del costat est hi havia un enorme Garuda.

#### Prasat Thom
Probablement algunes parts del Prasat Thom, incloent-hi el fossat i el recinte 1 (interior) es construïren abans del 921. El temple s'eixamplà en el regnat de Jayavarman IV i ara té dues parets circumdants dins del fossat. La primera (interior) és de rajola; la segona (exterior), amb una longitud de 66 m i una amplària de 55 m, és de laterita. Hi ha dues portes a l'est i a l'oest. Les portes del segon mur tenen planta cruciforme. Les portes de la primera paret són més petites. La zona entre la primera i la segona paret està recarregada amb estructures rectangulars, possiblement posteriors. Al centre del pati hi ha un santuari i dues biblioteques. Darrere del santuari, en una plataforma rectangular, hi ha nou torres en dues fileres (una de cinc i una altra de quatre torres). Dotze prasat més petits en grups de tres envolten la plataforma.

#### Prang
La piràmide de set graderies, anomenada Prang, degué ser el temple de l'estat de Jayavarman IV. La construcció del santuari començà el 928. En el nivell del sòl, el costat de l'edifici quadrat fa 62 m. L'alçada n'és de 36 m. A la plataforma superior hi havia un enorme lingam, probablement de més de 4 m d'altura. Les inscripcions diuen que era la Xiva-lingam més alta i bella. El lingam podria haver tingut al voltant de 15 m d'alt. A la banda nord de la piràmide hi ha una escala que duu al cim. Pel que fa al setè nivell, diuen alguns científics que era la plataforma del santuari perquè als costats tenia relleus de Garuda. Hi ha tan sols un temple khmer que s'assembla a aquest i és el Temple Baksey Chamkrong d'Angkor.

#### Tomba de l'Elefant blanc
Darrere del pati amb la piràmide dels set nivells hi ha un turó artificial en cercle cobert d'arbres. Es diu la Tomba de l'Elefant blanc. "L'elefant blanc" és una llegenda molt coneguda al sud-est d'Àsia. Alguns diuen que aquesta estructura podria ser la base d'una segona piràmide. Altres pensen que podria ser la tomba de Jayavarman IV. El camí empinat que condueix al cim del turó és tancat ara.

### Santuaris al llarg del camí d'accés

#### Prasat Pram
El santuari més al sud d'aquest grup és el Prasat Pram a l'oest de la carretera. Un estret i llarg camí condueix al monument. Té cinc torres o prasats (pram = 'cinc'). Tres torres de rajola estan en filera en la mateixa plataforma. Estan enfrontades a l'est. La central n'és una mica més alta. En cadascun d'aquests prasats, hi havia un lingam. Aquests i les llindes tallades van ser saquejats. Dos prasats (cap a l'oest) són davant la plataforma. Un n'és de rajola i té forats en forma de diamants a la part superior. Això indica que aquesta torre servia de santuari de foc (els cultes al foc eren molt importants en l'era dels reis khmer). L'altre edifici és menut, de laterita i està en mal estat. Les torres estaven cobertes d'estuc blanc; encara se'n poden veure restes a la coberta. Dues torres estan cobertes pictòricament amb arrels. Les cinc torres estan encerclades i la porta d'entrada, derrocada (gopuram), és a l'est. En el Museu Nacional de Phnom Penh es poden veure dos objectes del Prasat Pram: una estàtua d'un lleó danyada i fragments d'un Vixnu de quatre braços dempeus.

#### Prasat Bak
Més al nord que el Prasat Neang Khmau i a l'oest de la carretera, és el Prasat Bak, un petit santuari quadrat fet de laterita; els costats fan només 5 m. El temple, que hui es troba en molt males condicions, contenia fins al 1960 una estàtua colossal de Ganeixa (un déu hindú, fill de Xiva i Uma). Se'l representa amb cos humà i cap d'elefant. Se sap que l'estàtua del Ganeixa assegut es troba actualment en una col·lecció fora de Cambodja.

#### Prasat Chen
Aquest santuari és el que està més al nord d'aquest grup i és també a l'oest del camí. Té dos recintes. La porta d'entrada principal (ara derruïda) era en si mateixa un santuari amb una cambra central quadrada (un costat feia 4 m). Tres torres de laterita (parcialment derruïdes) són en la mateixa plataforma. Davant n'hi ha restes de dues biblioteques de rajola. L'estàtua dels dos reis micos lluitadors, Sugriva i Valin (personatges de l'epopeia hindú Ramayana) es trobà en aquest indret i ara és al Museu Nacional a Phnom Penh. Un fragment d'una estàtua de diversos braços de Vixnu es va trobar davant de la torre central. En aquest temple hi ha cinc inscripcions: esmenten els noms dels nombrosos pobles connectats amb el temple i la seua funció.(8) 

### Monuments al llarg de la carretera de circumval·lació

#### Prasat Balang (Prasat Leung Moi)
El Prasat Balang és el primer de tres Linga-Shrines que es troben al llarg de la carretera de circumval·lació. És un edifici quadrat de laterita damunt una plataforma i té un sostre obert. Al santuari hi ha un impressionant lingam vertical sobre un yoni, d'uns 2 m d'alt, un diàmetre d'1 m i un pes de tones. Foren tallats tots dos de la roca en aquest indret. El lingam està en bones condicions. El yoni sembla un altar. En els quatre costats hi havia relleus. En cada cantó s'alçava un Garuda cisellat amb els braços en alt que feia l'efecte que aquestes figures mítiques duien el yoni. Els relleus i els Garuda foren saquejats. L'aigua que es posava al lingam es feia sagrada en tocar el símbol de Xiva, i es recollia en un canalet del yoni. Després, per un broc (que encara està intacte), fluïa cap a l'exterior del santuari i els creients podien tocar l'aigua beneïda.(8) 

#### Prasat Thneng (Prasat Leung Pee)
El Prasat Thneng és molt semblant al Prasat Balang. Els saquejadors van intentar tallar l'impressionant lingam, però no van tenir èxit. En resta una osca d'una profunditat de mig metre, però el símbol de Xiva continua fix en el yoni danyat.(8) 

#### Prasat Damrei
Una petita sendera condueix des de la carretera de circumval·lació al Prasat Damrei (damrei = 'elefant'). Aquest santuari té un recinte i és damunt d'una plataforma. En cada costat té una escala amb uns deu esglaons. Vuit lleons de pedra flanquejaven les escales, però només n'hi ha un al lloc original. També hi havia una escultura d'elefant en cada cantó de la plataforma, però només en resten dues. El santuari és de rajola i està en bones condicions. Una inscripció en sànscrit trobada al temple palesa que un antic lingam s'erigia al cim de la piràmide (Prang).(8) 